# Alyson Hannigan
Alyson Lee Hannigan (Washington, 24 marzo 1974) è un'attrice e doppiatrice statunitense.
È nota per le interpretazioni di Willow Rosenberg nella serie di culto Buffy l'ammazzavampiri, di Michelle Flaherty nella serie cinematografica American Pie e di Lily Aldrin nella sitcom How I Met Your Mother.

## Biografia
Figlia unica, sua madre Emilie Posner Haas è un'agente immobiliare di Atlanta, di fede ebraica, mentre il padre Al Hannigan è un camionista di origini irlandesi. I genitori divorziarono quando Alyson aveva due anni, sicché nel 1985 si trasferì con la madre, con cui ha vissuto per gran parte dell'infanzia, da Atlanta a Los Angeles. Ha sposato nel 2003 il collega Alexis Denisof, conosciuto sul set di Buffy l'ammazzavampiri: la coppia ha due figlie, nate rispettivamente nel 2009 e nel 2012.

### Carriera
All'età di 4 anni Alyson inizia a recitare per alcuni spot per varie aziende tra cui McDonald's, Oreos e Six Flags. Nel 1988 ottiene il suo primo ruolo importante nel film Ho sposato un'aliena accanto a Kim Basinger, Dan Aykroyd e Seth Green (che interpreterà poi la parte del suo fidanzato anni dopo in Buffy). Tra il 1990 e il 1997 partecipò come guest star in molti telefilm ed ebbe parti in diversi film.

Alyson Hannigan assieme al marito e collega Alexis Denisof nel 2009

Nel 1997 ottenne il ruolo che l'ha resa famosa, ovvero la parte di Willow Rosenberg nello show Fox (ma trasmesso negli Stati Uniti dalla WB e poi dalla rete UPN) Buffy l'ammazzavampiri, interpretando la migliore amica della protagonista Buffy (Sarah Michelle Gellar). Nelle prime stagioni dello show, Willow era una ragazza un po' goffa con la passione per il computer, ma successivamente si evolve in una potente strega. Alyson Hannigan recita in tutte le sette stagioni della serie, e anche in alcuni episodi dello spin-off Angel, fino al 2003.
In questo periodo di tempo continuano le sue apparizioni in TV, serie televisive e film, tra le quali possiamo ricordare la serie di American Pie dove interpreta Michelle. In seguito Hannigan è una guest star ricorrente nella serie TV Veronica Mars, dove interpreta la sorella di uno dei personaggi principali, Logan, ed è anche protagonista nel ruolo di Lily Aldrin nella sitcom How I Met Your Mother. Nel 2016 diviene conduttrice per la terza stagione dello show di magia Penn & Teller: Fool Us, in onda su The CW.

## Filmografia

### Cinema
- Impure Thoughts, regia di Michael A. Simpson (1986)
- Ho sposato un'aliena (My Stepmother is an Alien), regia di Richard Benjamin (1988)
- Dead Man on Campus, regia di Alan Cohn (1998)
- American Pie, regia di Paul e Chris Weitz (1999)
- Boys and Girls - Attenzione: il sesso cambia tutto (Boys and Girls), regia di Robert Iscove (2000)
- American Pie 2, regia di James B. Rogers (2001)
- Ragazze al limite (Beyond the City Limits), regia di Gigi Gaston (2002)
- American Pie - Il matrimonio (American Wedding), regia di Jesse Dylan (2003)
- Hot Movie - Un film con il lubrificante (Date Movie), regia di Jason Friedberg e Aaron Seltzer (2006)
- Love, Wedding, Marriage, regia di Dermot Mulroney (2011)
- American Pie: Ancora insieme (American Reunion), regia di Jon Hurwitz e Hayden Schlossberg (2012)
- Flora & Ulisse (Flora & Ulysses), regia di Lena Kahn (2021)

### Televisione

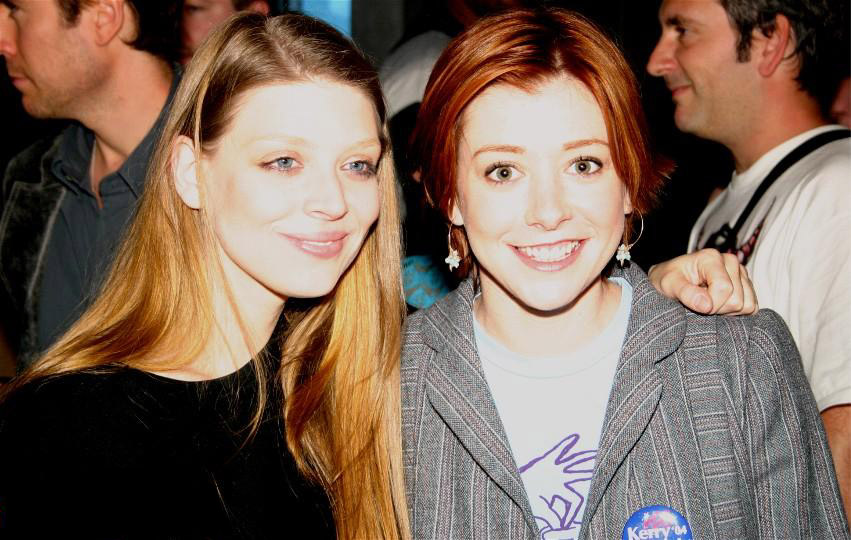
Amber Benson e Alyson Hannigan, tra le protagoniste di Buffy l'ammazzavampiri, a un evento benefico nel 2004

- Free Spirit – serie TV, 14 episodi (1989-1990)
- Pappa e ciccia (Roseanne) – serie TV, episodio 3x04 (1990)
- Destino nella culla (Switched at Birth), regia di Waris Hussein – film TV (1991)
- Un raggio di luna per Dorothy Jane (The Torkelsons/Almost Home) – serie TV, episodi 1x10-1x12 (1993)
- Il tocco di un angelo (Touched by an Angel) – serie TV, episodio 1x05 (1994)
- Uno sconosciuto accanto a me (The Stranger Beside Me), regia di Sandor Stern – film TV (1995)
- A Case for Life, regia di Eric Laneuville – film TV (1996)
- La famiglia Brock (Picket Fences) – serie TV, episodio 4x21 (1996)
- For My Daughter's Honor, regia di Alan Metzger – film TV (1996)
- Buffy l'ammazzavampiri (Buffy The Vampire Slayer) – serie TV, 144 episodi (1997-2003)
- Hayley Wagner, Star, regia di Nell Scovell – film TV (1999)
- Angel – serie TV, episodi 2x17-2x22-4x15 (2001-2003)
- Americana, regia di David Schwimmer – film TV (2004)
- In the Game, regia di James Widdoes – episodio pilota scartato (2004)
- That '70s Show – serie TV, episodi 6x12-6x13 (2004)
- Veronica Mars – serie TV, episodi 1x15-1x19-2x09 (2005)
- How I Met Your Mother – serie TV, 204 episodi (2005-2014)
- Tit for Tat – serie TV, episodio 1x01 (2009)
- More Time with Family, regia di James Burrows – episodio pilota scartato (2014)
- The McCarthys – serie TV, episodio 1x08 (2014)
- Kim Possible, regia di Zach Lipovsky e Adam B. Stein – film TV (2019)

### Doppiatrice
- Eddie, il cane parlante (100 Deeds for Eddie McDowd) - serie TV, episodi 1x04-1x13 (1999-2000)
- La famiglia della giungla (The Wild Thornberrys) - serie TV, episodio 2x32 (2000)
- Buffy the Vampire Slayer: il videogioco - videogioco (2002)
- I Rugrats (Rugrats) - serie TV, episodi 8x20-9x04-9x16 (2002-2003)
- Buffy the Vampire Slayer: The Animated Series - cortometraggio d'animazione (2004)
- King of the Hill - serie TV, episodio 8x22 (2004)
- La marcia dei pinguini (La Marche de l'empereur), regia di Bob Saget (2006)
- The Goode Family - serie TV, episodio 1x07 (2009)
- I Simpson (The Simpsons) - serie TV, episodio 22x11 (2011)
- Robot Chicken - serie TV, episodio 5x03 (2011)
- American Dad! - serie TV, episodi 7x05-8x08 (2011-2013)
- Sofia la principessa (Sofia the First) - serie TV, episodio 2x19 (2014)

## Riconoscimenti
- People's Choice Awards
  - 2010 – Favorite TV Comedy Actress (How I Met Your Mother)
- Saturn Award
  - 2001 – Candidatura alla miglior attrice non protagonista in una serie televisiva (Buffy l'ammazzavampiri)
  - 2002 – Candidatura alla miglior attrice non protagonista in una serie televisiva (Buffy l'ammazzavampiri)
- Teen Choice Awards
  - 2002 – Miglior attrice non protagonista (Buffy l'ammazzavampiri)
- TV Guide Awards
  - 2001 – Candidatura alla miglior attrice non protagonista in una serie TV (Buffy l'ammazzavampiri)
- Young Artist Award
  - 1989 – Candidatura alla miglior giovane attore/attrice in una commedia o fantasy (Ho sposato un'aliena)
  - 1990 – Candidatura alla miglior giovane attore/attrice in una serie TV (Free Spirit)

## Doppiatrici italiane
Nelle versioni in italiano dei suoi lavori, Alyson Hannigan è stata doppiata da:
- Monica Bertolotti in Destino nella culla, American Pie, American Pie 2, American Pie - Il matrimonio, American Pie - Ancora insieme, The McCarthys
- Federica Bomba in Dead Man on Campus, Angel (1ª voce)
- Francesca Manicone in Hot Movie - Un film con il lubrificante, Flora e Ulisse
- Rossella Acerbo in Ho sposato un'aliena
- Monica Vulcano in Boys and Girls - Attenzione: il sesso cambia tutto
- Laura Latini in Ragazze al limite
- Claudia Pittelli in Free Spirit
- Myriam Catania in Buffy l'ammazzavampiri
- Emanuela D'Amico in Angel (2ª voce)
- Gilberta Crispino in Veronica Mars
- Elisabetta Spinelli in How I Met Your Mother
- Rachele Paolelli in Kim Possible